# Costularia microcarpa
Costularia microcarpa är en halvgräsart som först beskrevs av Henri Chermezon, och fick sitt nu gällande namn av Georg Kükenthal. Costularia microcarpa ingår i släktet Costularia, och familjen halvgräs. Inga underarter finns listade i Catalogue of Life.